# アルモニーサンク
アルモニーサンク (HARMONIE CINQ) は、福岡県北九州市小倉北区大手町にある、多目的ホールとホテル・結婚式場から成る多目的施設全体の総称として、2019年（令和元年）末まで用いられた名称。2010年（平成22年）10月1日開業。北九州市が施設を所有し、施設全体をサン・ライフ（福岡市博多区）、ホール部分をケイミックスパブリックビジネス（東京都千代田区）、ホテル・結婚式場部分をテイクアンドギヴ・ニーズ（東京都品川区）の3社が指定管理者として運営していた。
同年3月31日までは厚生年金保険加入者の福祉増進を目的として社会保険庁が設置した厚生年金福祉施設（厚生年金会館の一つである、九州厚生年金会館（きゅうしゅうこうせいねんきんかいかん、通称：ウェルシティ小倉）であった。社会保険庁に関連する財団法人厚生年金事業振興団が運営していた。

## 概要
九州厚生年金会館は、1984年（昭和59年）4月23日にこけら落とし。当時北九州市最大キャパシティであった2,008名収容の大ホールには公共施設としては数少ないパイプオルガンが設置されている。パイプオルガンは地元をはじめ全国からの企業・団体の寄付金および一般市民からの募金に福岡県・北九州市の補助金を加えて購入され、北九州市に寄贈されたものである。1989年（平成元年）2月7日には、美空ひばりが生涯最後となる公演を行った。
2005年（平成17年）に施設保有権が社会保険庁から独立行政法人年金・健康保険福祉施設整理機構（RFO）に移管され、他の厚生年金会館と同様に施設の民間への売却が検討されたため、地元ではパイプオルガンが姿を消すのではと心配する声が挙がった。これを受け北九州市が九州厚生年金会館を勝山公園に編入すると発表、公園事業として近く同会館を購入意思を示し、2009年（平成21年）8月19日に北九州市が同機構から20億3900万円で取得する契約を締結した。九州厚生年金会館としては2010年（平成22年）3月いっぱいで閉館し、耐震強化策などが施されている。
2009年（平成21年）3月25日に北九州市はリニューアル後の運営事業者を福岡地所系の施設管理会社である株式会社サン・ライフ、ホール・スタジオ運営を手がけるシグマコミュニケーションズ（東京都港区）、結婚式場運営を手がけるブライズワード（名古屋市中区。のちにテイクアンドギヴ・ニーズと合併）の3者による共同企業体に選定した。施設全体の名称には、ブライズワードの展開するホテル・結婚式場のブランド名「アルモニー」に フランス語で数字の5を意味する「サンク」を組み合わせた「アルモニーサンク」とした。
実際の運営はホテル部分とホール部分とで分けられており、ホテル部分はブライズワードが担当し、ホテル（宿泊施設）としては「ホテル アルモニーサンク」として、婚礼施設については「アルモニーサンク ウエディングホテル」として運営する。ホール部分は、共同企業体に参画したシグマコミュニケーションズではなく、全国で公共文化ホールの運営受託実績があるケイミックスが担当（同社も後から共同企業体に参画している）し、「アルモニーサンク 北九州ソレイユホール」として、それぞれ2010年（平成22年）10月1日に運営を始めた。なお、「ソレイユホール」の愛称については2010年2月に北九州市民を対象として行われた公募により決定されている。客席配置の見直しにより、大ホールの客席数は2,008席と、九州厚生年金会館時代よりやや減少している。
10年間の契約期間満了により、ホテル・結婚式場部分を運営していたテイクアンドギヴ・ニーズが撤退し、2019年12月31日で営業終了した。跡地には、新たに指定管理者の1社となったクォーターズ（福岡市中央区）によりTHE STEEL HOUSE（ザ・スティール・ハウス）が2020年（令和2年）7月20日に開業している。ホール部分は、それまでの「アルモニーサンク」の冠を外しTHE STEEL HOUSE北九州ソレイユホールと改称した。
2020年1月16日、北九州市は管理運営事業者との契約更新について発表した。サン・ライフ、ケイミックスパブリックビジネス（ケイミックス子会社）に、新たにクォーターズを加えた3社による共同企業体との契約は5年間とし、この間に、老朽化の進む施設の大規模改修の方法や管理運営のあり方も含め検討を進めることとしている。
2025年4月以降、建物の改修のため休館予定。休館期間、再開時期は未定となっている。

## 交通アクセス
- 西鉄バス北九州 「ソレイユホール・ムーブ前」バス停下車
- JR九州 西小倉駅より徒歩約15分